# Midnight FM
Pour plus de détails, voir Fiche technique et Distribution.
Midnight FM (hangeul : 심야의 FM ; hanja : 深夜의 FM ; RR : Shim-yaui FM ; MR : imyaŭi FM ; litt. « FM tard la nuit ») est un film sud-coréen réalisé par Kim Sang-man, sorti en 2010.

## Synopsis
Ko Seon-yeong, une célèbre DJ, doit sauver sa famille retenue en otage par un homme inconnu en plein direct de l'émission de radio à laquelle elle était invitée.

## Fiche technique
Sauf indication contraire ou complémentaire, les informations mentionnées dans cette section peuvent être confirmées par la base de données KMDb
- Titre original : 심야의 FM
- Titre anglophone : Midnight FM
- Réalisation : Kim Sang-man
- Scénario : Kim Hwi et Kim Sang-man
- Musique : Kim Jun-seong
- Direction artistique : Yang Hong-sam et Jang Jeong-ho
- Costumes : Jo Sang-gyeong
- Photographie : Kim Tae-gyeong
- Montage : Sin Min-gyeong
- Production : Je Jeong-hun et Kim Hong-baek
- Production déléguée : Choe Gi-seop
- Sociétés de production : Hong Film, Lotte shopping Lotte Entertainment et Weekend Cinema
- Société de distribution : Lotte Entertainment
- Pays de production :  Corée du Sud
- Langue originale : coréen
- Format : couleur
- Genre : thriller
- Durée : 106 minutes
- Date de sortie :
  - Corée du Sud : 14 octobre 2010

## Distribution
- Soo Ae : Ko Seon-yeong, DJ
- Yoo Ji-tae : Han Dong-soo, auditeur de radio
- Ma Dong-seok : Son Deok-tae
- Jung Man-sik : Oh Jeong-moon, directeur de radio
- Choi Song-hyun : Park Kyeong-yang, scénariste de radio
- Kim Min-kyu : Yang Woo-han
- Shin Da-eun : Ko Ah-yeong, sœur cadette de Seon-yeong
- Lee Joon-ha : Ko Eun-soo, fille de Seon-yeong
- Choi Hee-won : Ko Hyeon-ji
- Jo Seok-hyeon : l'inspecteur Jo
- Kwak Do-won : le journaliste Jang
- Kim Byeong-soon : le directeur de station de radio
- Lee Sang-hong : l'homme en costume
- Uhm Tae-goo : l'inspecteur Eom
- Chae Hee-jae : l'inspecteur Chae

## Production
En janvier 2010, Soo Ae est choisie pour incarner Ko Seon-yeong, une DJ, dans le film Midnight FM. Quelques jours après, Yoo Ji-tae est confirmé pour le rôle de Han Dong-soo, un harceleur obsédé de la DJ.
Initialement prévu en février 2010, le tournage commence finalement en juin.